# Heinrich Bohnen
Heinrich Bohnen (* 8. September 1904; † 1. August 1966 in Bremen) war ein deutscher Kaufmann, Politiker (CDU) und er war  Mitglied der Bremischen Bürgerschaft. 

## Biografie
Bohnen war als selbstständiger Kaufmann in Bremen tätig. Er war im Juni 1946 Mitgründer und Mitglied der CDU Bremen.

Er war von 1947 bis 1951 Mitglied der 2. Bremischen Bürgerschaft und Mitglied verschiedener Deputationen.